# Bausch & Lomb Championships 1981
Il Bausch & Lomb Championships 1981 è stato un torneo di tennis giocato sulla terra rossa. È stata la 2ª edizione del torneo, che fa parte del WTA Tour 1981. Si è giocato all'Amelia Island Plantation di Amelia Island negli USA dal 20 al 26 aprile 1981.

## Campionesse

### Singolare
Chris Evert ha battuto in finale  Martina Navrátilová con il punteggio di 6–0, 6–0

### Doppio
Kathy Jordan /  Anne Smith hanno battuto in finale  Joanne Russell /  Pam Shriver con il punteggio di 6–3, 5–7, 7–6